# Jaime (nome)
O nome Jaime deriva do latim Iacobus, que por sua vez é uma latinização do nome hebreu Ya'akov (יעקב) ou Jacó, que significa literalmente calcanhar. Significado do nome Jaime é O Vencedor  .
De fato, sabe-se que Jacó teria nascido segurando o calcanhar de seu irmão gêmeo Esaú. O mesmo termo poderia também ter o sentido de suplantar, em alusão ao prato de lentilhas que toma Jacó em lugar de Esaú, quebrando um direito de primogenitura, pelo qual o prato corresponderia a seu irmão, nascido alguns minutos antes.
A variante Jaime originou-se do nome francês Gemmes (hoje em desuso) que, por sua vez, deriva do latim vulgar Iacomus.
Jaime é uma das tantas versões portuguesas do nome Jacó, como Iago, Tiago e Diogo.

## Outras formas do nome Jacó em diversas línguas
Jacó é sem dúvida o nome ocidental que conta com mais versões com relação à sua origem. Em algumas línguas existem mais de três variantes.
- português : Jacó, Jaime, Diogo, Iago e Tiago.
- alemão : Jakob.
- árabe : Ya'qub (يعقوب)
- armênio : Hagop (Հակոբ)
- castelhano : Jacobo, Jaime, Diego e Yago e, por contração, Santiago.
- catalão : Jacob e Jaume.
- finlandês :  Jaakob, Jaakoppi e Jaakko
- francês : Jacques e Jacqueline (feminino).
- galego : Xacobe, Xaime, Diego e Iago e, por contração, Santiago.
- grego : Iákovos (Ιάκωβος).
- inglês : Jacob, Jack, Jake, James, Jim, Jimmy (diminutivo), entre outros.
- irlandês : Séamas e Seamus (anglicismo).
- italiano : Giacobbe, Giacomo, Giaime (raro) e Jacopo (arcaico).
- latim : Iacobus e Jacomus.
- neerlandês (holandês) : Jacobus e Jaap (diminutivo).
- polaco : Jakub.
- romeno : Iacob.
- russo : Yakov (Яков).
- eslovaco : Jakub

## References
1. ↑   «Significado do Nome Jaime». Consultado em 16 de junho de 2013
2. ↑  «Significado do Nome Jaime». Consultado em 15 de junho de 2013
3. ↑  «Significado do Nome Jaime». Consultado em 17 de março de 2017